# Sukandebi
Sukandebi is een bestuurslaag in het regentschap Dairi van de provincie Noord-Sumatra, Indonesië. Sukandebi telt 1757 inwoners (volkstelling 2010).